# Han-Noah Massengo
Han-Noah Massengo (Villepinte, 7 luglio 2001) è un calciatore francese, centrocampista dell'Augusta.

## Caratteristiche tecniche
Interno di centrocampo molto dinamico e dotato di un fisico brevilineo, la sua caratteristica principale è l'abilità in interdizione e nel recupero palla.

## Carriera

### Club
Cresciuto nel settore giovanile del Monaco, ha esordito in prima squadra il 6 novembre disputando l'incontro della fase a gironi di UEFA Champions League perso 4-0 contro il Club Bruges; questo match lo ha reso il più giovane giocatore francese ad esordire nella massima competizione europea, a 17 anni e 122 giorni, superando il precedente record di Hatem Ben Arfa. Cinque giorni più tardi ha debuttato anche in Ligue 1 giocando il match  perso 4-0 contro il Paris Saint-Germain.
Il 5 agosto 2019, Massengo passa a titolo definitivo al Bristol City, in Championship, con cui firma un contratto quadriennale.
Il 30 gennaio 2023, viene ceduto in prestito all'Auxerre, in Ligue 1, fino al termine della stagione.
Il 7 gennaio 2025 viene ceduto in prestito nuovamente all'Auxerre, fino al termine della stagione sportiva, con opzione di riscatto.
Il 15 luglio 2025 viene ceduto a titolo definitivo all'Augusta, in Bundesliga.

### Nazionale
Ha giocato nelle nazionali giovanili francesi Under-17, Under-18, Under-19 ed Under-21.

## Statistiche

### Presenze e reti nei club
Statistiche aggiornate al 15 luglio 2025.
| Stagione            | Squadra             | Campionato          | Campionato | Campionato | Coppe nazionali | Coppe nazionali | Coppe nazionali | Coppe continentali | Coppe continentali | Coppe continentali | Altre coppe | Altre coppe | Altre coppe | Totale | Totale | Totale |
| Stagione            | Squadra             | Comp                | Pres       | Reti       | Comp            | Pres            | Reti            | Comp               | Pres               | Reti               | Comp        | Pres        | Reti        | Pres   | Reti   |        |
| ------------------- | ------------------- | ------------------- | ---------- | ---------- | --------------- | --------------- | --------------- | ------------------ | ------------------ | ------------------ | ----------- | ----------- | ----------- | ------ | ------ | ------ |
| 2018-2019           | Monaco 2            | N2                  | 23         | 0          | -               | -               | -               | -                  | -                  | -                  | -           | -           | -           | 23     | 0      |        |
| 2018-2019           | Monaco              | L1                  | 3          | 0          | CF+CdL          | 0+1             | 0               | UCL                | 3                  | 0                  | -           | -           | -           | 7      | 0      |        |
| 2019-2020           | Bristol City        | FLC                 | 25         | 0          | FACup+CdL       | 1+1             | 0               | -                  | -                  | -                  | -           | -           | -           | 27     | 0      |        |
| 2020-2021           | Bristol City        | FLC                 | 27         | 0          | FACup+CdL       | 3+2             | 0               | -                  | -                  | -                  | -           | -           | -           | 32     | 0      |        |
| 2021-2022           | Bristol City        | FLC                 | 37         | 0          | FACup+CdL       | 1+1             | 0               | -                  | -                  | -                  | -           | -           | -           | 39     | 0      |        |
| 2022-gen. 2023      | Bristol City        | FLC                 | 10         | 0          | FACup+CdL       | 0+2             | 0               | -                  | -                  | -                  | -           | -           | -           | 12     | 0      |        |
| Totale Bristol City | Totale Bristol City | Totale Bristol City | 99         | 0          |                 | 11              | 0               |                    | -                  | -                  |             | -           | -           | 110    | 0      |        |
| gen.-giu. 2023      | Auxerre             | L1                  | 14         | 0          | CF              | 1               | 0               | -                  | -                  | -                  | -           | -           | -           | 15     | 0      |        |
| 2023-2024           | Burnley             | PL                  | 3          | 0          | FACup+CdL       | 0+1             | 0               | -                  | -                  | -                  | -           | -           | -           | 4      | 0      |        |
| 2024-gen. 2025      | Burnley             | FLC                 | 8          | 0          | FACup+CdL       | 0+1             | 0               | -                  | -                  | -                  | -           | -           | -           | 9      | 0      |        |
| Totale Burnley      | Totale Burnley      | Totale Burnley      | 11         | 0          |                 | 2               | 0               |                    | -                  | -                  |             | -           | -           | 13     | 0      |        |
| gen.-giu. 2025      | Auxerre             | L1                  | 17         | 0          | CF              | 0               | 0               | -                  | -                  | -                  | -           | -           | -           | 17     | -      |        |
| Totale Auxerre      | Totale Auxerre      | Totale Auxerre      | 31         | 1          |                 | 1               | 0               |                    | -                  | -                  |             | -           | -           | 32     | 0      |        |
| 2025-2026           | Augusta             | BL                  | 0          | 0          | CG              | 0               | 0               | -                  | -                  | -                  | -           | -           | -           | 0      | 0      |        |
| Totale carriera     | Totale carriera     | Totale carriera     | 167        | 0          |                 | 15              | 0               |                    | 3                  | 0                  |             | -           | -           | 185    | 0      |        |